# Mühlbühl (Oberpfälzer Wald)
Der Mühlbühl ist eine bewaldete Anhöhe im Oberpfälzer Wald. Er liegt am nordwestlichen Ende dieses Mittelgebirges, nordöstlich von Waldsassen in der Oberpfalz. Sein Gipfel liegt auf 550 m ü. NHN.

## Geographie
Der Berg wird im Westen und Norden von der Wondreb umflossen. Direkt am Auslauf des relativ steilen Nordhangs liegen die Ortschaften Hundsbach und Schloppach, am Auslauf des Osthangs liegt die Ortschaft Mammersreuth.

## Geschichte
An der Westseite verlief in früheren Jahren eine wichtige Straße nach Eger (Cheb).